# Roda JC Kerkrade
El Sport Vereniging Roda Juliana Combinatie Kerkrade (en español: Asociación Deportiva del Combinado Roda Juliana de Kerkrade), también llamado Roda JC Kerkrade o simplemente Roda JC (en español: Asociación Deportiva Roda Juliana Combinación Kerkrade), es un club de fútbol de los Países Bajos, de la ciudad de Kerkrade. Desde 1962 es un fusión de Roda Sport y Rapid JC. Juega en la Eerste Divisie, la segunda división neerlandesa.

## Historia

### Orígenes
El club no posee mucha historia, ya que se fundó el 27 de junio de 1962 tras la fusión de los clubes Rapid JC y Roda Sport, ambos de Kerkrade. El Rapid JC había sido fundado en noviembre de 1954 casi al mismo tiempo que el Roda Sport. A su vez, Rapid provenía de una fusión de Rapid 54' y VV Juliana, un club amateur de Spekholzerheide (un pueblo en el municipio de Kerkrade) creado en 1910. El Roda Sport tuvo origen en los clubes SV Kerkrade (creado en 1926) y VV Bleijerheide (creado en 1914, también en Kerkrade).
Rapid JC fue campeón del Campeonato nacional de fútbol holandés 1955/56, la segunda temporada de fútbol profesional en los Países Bajos y el último torneo antes de la Eredivisie. Pero años más tarde, en la temporada 1961/1962, Rapid JC terminó en el último lugar de la Eredivisie y descendió. Dado que Roda Sport lleva años jugando en la 2ª división, se decidió fusionar ambos clubes.

### En la Eredivisie
Los éxitos llegaron en años posteriores. En 1997 y 2000 ganó la Copa local. Su cénit en la Eredivisie llegó en 1995, cuando obtuvieron el segundo lugar, con la cual se clasificaron para jugar la Copa de la UEFA. En la Copa de la UEFA 1995-96, alcanzó la 2.ª ronda tras ser eliminados por Benfica. En la siguiente temporada de Eredivisie, Roda terminó 4°, detrás de Feyenoord, PSV y Ajax. Fueron sin duda los mejores años de Roda JC, que contaba con jugadores clave como Zeljko Kalac, Garba Lawal, Gerald Sibon, André Ooijer, Ramon van Haaren, Eric van der Luer, Ruud Hesp, Peter Van Houdt, Mark Luijpers, Ger Senden, Tom Soetaers, Bernard Tchoutang, Regillio Vrede, entre otros.
En 2008, Roda alcanzó nuevamente la final de la Copa de Holanda, dejando en el camino a Heracles Almelo, FC Dordrecht, Excelsior, De Graafschap y a SV Spakenburg. En la final enfrentó a Feyenoord y fue derrotado por 2-0. Aquel sería uno de los últimos partidos de Ger Senden, jugador histórico del club, que había comenzado su carrera en Roda en 1989, siendo parte de las conquistas de 1997 y 2000. En aquel momento, el plantel contaba con futbolistas internacionales como Sekou Cissé, Andrés Oper, Cheick Tioté, Boldizsár Bodor, Willem Janssen, Pa-Modou Kah, Marcel de Jong, entre otros.
En la temporada 2010/2011 tuvieron una destacada actuación llegando a clasificar a los play-off para acceder a la Europa League, aunque cayendo en la primera fase. Mientras la siguiente temporada merodeó la mitad de tabla, en la 2012/2013, con nuevo entrenador, obtuvo pésimos resultados y quedó condenado a jugar los play-off por el descenso, goleando en primera instancia a De Graafschap y logrando un milagro en la siguiente frente al Sparta Rotterdam ganando 2-1 sobre la hora en la vuelta en Kerkrade (tras el 0-0 en la ida), y manteniéndose en Primera División por 41mo año consecutivo, una verdadera marca para un equipo de bajo presupuesto.

## Rivalidades
Por encontrarse en la región de Limburgo tiene rivalidad con el VVV Venlo y, sobre todo, con el Fortuna y el MVV Maastricht, con quienes en 1992 tuvieron una serie de discusiones.

## Estadio
El estadio tiene capacidad para 19.979 aficionados, fue inaugurado el 15 de agosto de 2000 con un partido entre el Roda JC Y el Real Zaragoza.
En el año 2005 fue una de las sedes de la Copa Mundial de Fútbol Juvenil, disputándose allí el partido inaugural y una de las semifinales.

## Entrenadores
| Nombre                                 | Desde             | Hasta                   |
| -------------------------------------- | ----------------- | ----------------------- |
| Piet Thomas                            | 1962              | 1963                    |
| Michel Pfeiffer                        | 1963              | 1965                    |
| Wiel Coerver                           | 1965              | 1966                    |
| Ádám Fischer                           | 1966              | 1968                    |
| Breur Weyzen                           | 1969              | 1971                    |
| Jacques Koole                          | 1971              | 1972                    |
| Hennie Hollink                         | 1972              | 1974                    |
| Fritz Pliska                           | Febrero de 1974   | 1974                    |
| Bert Jacobs                            | 1974              | 1980                    |
| Piet de Visser                         | 1980              | 1983                    |
| Hans Eijkenbroek                       | 1984              | Noviembre de 1984       |
| Eugene Gerards                         | Noviembre de 1984 | Diciembre de 1984       |
| Frans Körver                           | Diciembre de 1984 | 1986                    |
| Rob Baan                               | 1986              | 1987                    |
| Rob Jacobs                             | 1987              | 1988                    |
| Jan Reker                              | 1988              | 1991                    |
| Adrie Koster                           | 1991              | 1993                    |
| Huub Stevens                           | 1993              | 1996                    |
| Eddy Achterberg                        | Octubre de 1996   | Noviembre de 1996       |
| Martin Jol                             | 1996              | 1998                    |
| Theo Vonk                              | Febrero de 1998   | Junio de 1998           |
| Sef Vergoossen                         | 1998              | 2001                    |
| Jan van Dijk                           | Julio de 2001     | Septiembre de 2001      |
| Georges Leekens                        | 2001              | 2002                    |
| Wiljan Vloet                           | 2002              | 2005                    |
| Huub Stevens                           | 2005              | 2007                    |
| Raymond Atteveld                       | 2007              | 2008                    |
| Martin Koopman (interino)              | Octubre de 2008   | 19 de noviembre de 2008 |
| Harm van Veldhoven                     | 2008              | 2012                    |
| Ruud Brood                             | 2012              | 2013                    |
| Regillio Vrede & Rick Plum (interinos) | Diciembre de 2013 | Diciembre de 2013       |
| Jon Dahl Tomasson                      | Diciembre de 2013 | presente                |

## Propietarios y financiamiento del club
Luego del descenso de la Eredivisie en 2014, Roda JC estaba lleno de deudas, casi en quiebra. El empresario Frits Schrouff se hizo cargo del club en ese momento.
Posteriormente, fueron surgiendo nuevos accionistas e inversores para el club, el empresario suizo-ruso Aleksei Korotaev (en enero de 2017), con residencia en Dubái. Nicolas Anelka estuvo trabajando para el club gracias a Korotaev, pero en 2017, tras denuncias de fraude, fueron desligados del club.
En 2018, el empresario mexicano Mauricio García de la Vega surgió como nuevo accionista del club, pero tras incidentes con los fanes en 2019, renunció a las acciones.
En 2020, asumen Bert Peels, Stijn Koster, Roger Hodenius como nuevos propietarios del club, a través de la fundación Phoenix.

## Palmarés

### Campeonatos nacionales (3)
- Eredivisie (1): 1955-56 (como Rapid JC)
- Eerste Divisie (1): 1972-73
- Copa de Países Bajos (2): 1996-97, 1999-00.

## Participación en competiciones europeas
| Temporada | Competición      | Ronda | Club                  | Cómputo global | Casa | Fuera |
| --------- | ---------------- | ----- | --------------------- | -------------- | ---- | ----- |
| 1976/77   | Recopa de Europa | 1R    | RSC Anderlecht        | 3-5            | 2-3  | 1-2   |
| 1980      | Intertoto Cup    | Grupo | Standard Lieja        | 2-6            | 1-2  | 1-4   |
| 1980      | Intertoto Cup    | Grupo | Fortuna Düsseldorf    | 2-5            | 1-2  | 1-3   |
| 1980      | Intertoto Cup    | Grupo | Neuchâtel Xamax FC    | 5-4            | 2-1  | 3-3   |
| 1984      | Intertoto Cup    | Grupo | Fortuna Düsseldorf    | 2-3            | 1-0  | 1-3   |
| 1984      | Intertoto Cup    | Grupo | Brøndby IF            | 1-7            | 1-3  | 0-4   |
| 1984      | Intertoto Cup    | Grupo | RFC Lieja             | 2-8            | 1-6  | 1-2   |
| 1988/89   | Recopa de Europa | 1R    | Vitória Guimarães     | 2-1            | 2-0  | 0-1   |
| 1988/89   | Recopa de Europa | 1/8   | Metalist Jarkov       | 1-0            | 1-0  | 0-0   |
| 1988/89   | Recopa de Europa | 1/4   | CFKA Sredets Sofia    | 3-3 (3-4 p.)   | 2-1  | 1-2   |
| 1990/91   | UEFA Cup         | 1R    | AS Monaco             | 2-6            | 1-3  | 1-3   |
| 1995/96   | UEFA Cup         | 1R    | Olimpija Ljubljana    | 5-2            | 5-0  | 0-2   |
| 1995/96   | UEFA Cup         | 2R    | SL Benfica            | 2-3            | 2-2  | 0-1   |
| 1996/97   | UEFA Cup         | 1R    | Schalke 04            | 2-5            | 2-2  | 0-3   |
| 1997/98   | Recopa de Europa | 1R    | Hapoel Be´er Sheva    | 14-1           | 10-0 | 4-1   |
| 1997/98   | Recopa de Europa | 1/8   | NK Primorje           | 6-0            | 4-0  | 2-0   |
| 1997/98   | Recopa de Europa | 1/4   | Vicenza Calcio        | 1-9            | 1-4  | 0-5   |
| 1999/00   | UEFA Cup         | 1R    | Shaktar Donetsk       | 5-1            | 2-0  | 3-1   |
| 1999/00   | UEFA Cup         | 2R    | VfL Wolfsburg         | 0-1            | 0-0  | 0-1   |
| 2000/01   | UEFA Cup         | 1R    | FK Inter Bratislava   | 1-4            | 0-2  | 1-2   |
| 2001/02   | UEFA Cup         | 1R    | Fylkir Reykjavík      | 6-1            | 3-0  | 3-1   |
| 2001/02   | UEFA Cup         | 2R    | Maccabi Tel Aviv      | 5-3            | 4-1  | 1-2   |
| 2001/02   | UEFA Cup         | 3R    | Girondins de Bordeaux | 2-1            | 2-0  | 0-1   |
| 2001/02   | UEFA Cup         | 1/8   | AC Milan              | 1-1 (2-3 p.)   | 0-1  | 1-0   |
| 2004      | Intertoto Cup    | 3R    | Slovan Liberec        | 1-2            | 1-1  | 0-1   |
| 2005      | Intertoto Cup    | 3R    | Slovan Liberec        | 1-1            | 0-0  | 1-1   |
| 2005      | Intertoto Cup    | 1/2   | Valencia CF           | 0-4            | 0-0  | 0-4   |